# Баллиндин
Баллиндин (англ. Ballindine; ирл. Baile an Daighin) — деревня в Ирландии, находится в графстве Мейо (провинция Коннахт). Сквозь деревню проходит трасса N17; планируется прохождение через неё ещё одной трассы.
Местная железнодорожная станция была открыта 30 апреля 1894 года и закрыта 17 июня 1963 года.

## Демография
Население — 249 человек (по переписи 2006 года). В 2002 году население было 297 человек.
Данные переписи 2006 года:
| Общие демографические показатели |               |                               |                               |      |      |
| Всё население                    | Всё население | Изменения населения 2002—2006 | Изменения населения 2002—2006 | 2006 | 2006 |
| 2002                             | 2006          | чел.                          | %                             | муж. | жен. |
| 297                              | 249           | −48                           | −16,2                         | 125  | 124  |